# Ketwurst
Ketwurst (av ketchup och wurst) är en variant på korv och bröd som påminner om french hotdog. Ketwursten utvecklades i Östtyskland under 1970-talet och blev ett populärt inslag i gatuköksutbudet i främst Berlin. Den började säljas i maj 1979. Ketwursten har fortsatt att vara populär i det forna Östtyskland och fått viss kultstatus. Ketwursten har en ketchupsås som enda tillbehör bredvid brödet. 